# Mateusz Owczarek
Mateusz Owczarek (ur. 13 marca 1996 r. w Radomiu) – polski niepełnosprawny lekkoatleta specjalizujący się w biegach sprinterskich i skoku w dal, srebrny medalista mistrzostw Europy. Występuje w klasyfikacji T37.

## Życiorys
W 2018 roku został wicemistrzem Europy w skoku w dal (T37) podczas mistrzostw Europy w Berlinie, ustanawiając swój nowy rekord życiowy – 6,23 m. O dwa centymetry przegrał jedynie z Ukraińcem Wladisławem Zahrebelnym.

## Wyniki
| Rok  | Zawody             | Miejscowość | Konkurencja              | Wynik | Pozycja    |
| ---- | ------------------ | ----------- | ------------------------ | ----- | ---------- |
| 2014 | Mistrzostwa Europy | Swansea     | Bieg na 100 metrów (T37) | 12,80 | 7. miejsce |
| 2014 | Mistrzostwa Europy | Swansea     | Skok w dal (T37)         | 4,95  | 6. miejsce |
| 2017 | Mistrzostwa świata | Londyn      | Bieg na 100 metrów (T37) | 12,57 | 7. miejsce |
| 2017 | Mistrzostwa świata | Londyn      | Skok w dal (T37)         | 5,91  | 4. miejsce |
| 2018 | Mistrzostwa Europy | Berlin      | Bieg na 100 metrów (T37) | 12,93 | 6. miejsce |
| 2018 | Mistrzostwa Europy | Berlin      | Skok w dal (T37)         | 6,23  | 2. miejsce |
| 2019 | Mistrzostwa świata | Dubaj       | Skok w dal (T37)         | 5,12  | 9. miejsce |